# Balekoppa (Kibballi), Siddapur
Balekoppa (Kibballi) là một làng thuộc tehsil Siddapur, huyện Uttara Kannada, bang Karnataka, Ấn Độ.